# NA-2162
La NA-2162 comunica con la NA-178 Orradre y Napal.

## Recorrido
| Denominación | Kilómetro | Salida              | Carretera           | Dirección                  |
| ------------ | --------- | ------------------- | ------------------- | -------------------------- |
| NA-2162      | 0         |                     | NA-178              | Lumbier Navascués Pamplona |
| NA-2162      | 1         | Travesía de Orradre | Travesía de Orradre | Travesía de Orradre        |
| NA-2162      | 3         | Travesía de Napal   | Travesía de Napal   | Travesía de Napal          |

- Datos: Q12264078